# Time-lapse fotografija
Time-lapse fotografija, tehnika fotografije. Kod ove vrste fotografiranja određeni prizor uslikan je više puta u određenim vremenskim intervalima. Primjenjuje se kod prizora koji se sporo mijenjaju, gledano s pozicije svakodnevnog prirodnog ljudskog promatranja događaja, poput pupanja i cvatnje, kretanja naoblake, zvjezdanog neba i slično. Snimljene fotografije spajaju se u niz sličica te ih se pretvara u filmsku sekvencu. Dobiveni uradak je poput filma ili kratkog videa u kojem je cijela scena prikazana puno većom brzinom nego što se u nekom vremenskom periodu odvija u prirodi. Time-lapse i stop motion imaju mnogo zajedničkih značajki ali se kao takve koriste u potpuno različite svrhe. Spadaju u tehnike animiranja koje se primjenjuje u računalnoj grafici. Obje tehnike u prošlosti su bile dosta korištene, dok im je danas uporaba opala, ali još uvijek postoji na određenoj razini.:1
Time-lapseom se događaji koji u realnom vremenu traju satima, tjednima, mjesecima i godinama mogu pretočiti u nekoliko minuta ili sekunda. Izraz "time-lapse" dolazi iz engleskog. Sastoji od dviju riječi: “vrijeme” i “prolaz”, pa se na hrvatski jezik može prevesti kao "ubrzana snimka". Time-lapseom može se prikazati ubrzani izlazak ili zalazak sunca, otvaranja cvijeta, kretanje oblaka, propadanje voća i ostalog. Za snimanje izaberemo prizor u kojem postoji vrlo usporeno gibanje. Fotografiramo ga pomoću opreme, fotoaparata, stativa te intervalometra. Fotoaparat fotografira u zadanim intervalima, a broj fotografija ovisi što fotografiramo i duljini trajanja videa. Nakon fotografiranja, fotografije se spajaju pomoću određenih programa u video.:2